# さとう実琴
さとう 実琴（さとう みこと、1月7日 - ）は、日本の女性声優、旧芸名は東風 たまこ。

## 略歴
声優以外で少女時代に憧れた職業はフルート奏者でオーケストラで演奏したかったという。
以前はケッケコーポレーションに所属していた。2011年11月1日より、フリー。

## 人物
趣味は散歩、デジカメを持って散策。特技はフルート。珈琲が好き。座右の銘は「私らしく」。

## 出演
太字はメインキャラクター。

### テレビアニメ
- 下級生2〜瞳の中の少女たち〜（2004年、女生徒）
- 銀魂（子供A、バックを取られた女性） - 2シリーズ
- 黒執事II（2010年、少年B）
- デュエル・マスターズ ビクトリーV（2012年、南藻奈巳、セイ子）
- 巨人族の花嫁（2020年、幼い獣人C）
- 魔王イブロギアに身を捧げよ（2021年、少年B、村人C）

### ゲーム
- テイルズランド（ミンミンキャラクター）
- Starry☆Sky シリーズ
  - Starry☆Sky 〜in Spring〜
  - Starry☆Sky 〜in Summer〜
  - Starry☆Sky 〜in Autumn〜
  - Starry☆Sky 〜in Spring〜 Portable
  - Starry☆Sky 〜in Summer〜 Portable
- まほろまてぃっく☆あどべんちゃー（2003年）
- 名探偵コナン トリックトリック Vol.1（2003年）
- モノポリー〜めざせっ!!大富豪人生!!〜（2003年、マリー）
- CROSS†CHANNEL 〜To all people〜（2004年、堂島遊紗）
- I/O（2006年、安藤みどり、フラウロス）
- プリンセスメーカー5（2007年）
- 耳で右脳を鍛える DS聴脳力（2007年、ナレーション）
- 武装神姫 BATTLE RONDO（2007年、シマリス型MMS ポモック）
- 放課後は白銀の調べ（2008年、久遠）
  - 放課後は白銀の調べ〜急急如律令〜（2008年、久遠）
- Under The Moon 〜Crescent〜（2009年）
- さくらさくら -HARU URARA-（2010年、三井香奈）
- Summer Pockets（2018年）
  - Summer Pockets REFLECTION BLUE（2020年）

### ドラマCD
- 院内感染（妻）
- 王子様の正妃（マリヤンカ）
- 危険なメイド志願!?（ミリー）
- 傲慢で一途な欲望（栄紀）
  - 傲慢で残酷な純情（鷹栖栄紀）
- 仕立屋も極道がお好き（子供）
- スーパー秘書に休息はない（羽田）
- STRAY・SHEEP ストレイシープ（佳衣、女）
- 聖衣は獣に攫われる（沢渡杏樹）
- 旦那カタログ vol.2
- 白衣の悪魔に溺れちゃう?（姉）
  - 白衣の悪魔に愛されちゃう?（五十鈴）
- メガネばくだん（副委員）
- 龍王の愛人（女性）
- 花椿秘恋唄〜100年先まで（2016年）

### パチスロ
- ケロット シリーズ（ケロット）[2][6]

## ディスコグラフィ

### その他の楽曲
| 発売日         | 商品名                        | 歌                                 | 楽曲                               | 備考                                              |
| -------------- | ----------------------------- | ---------------------------------- | ---------------------------------- | ------------------------------------------------- |
| 2004年         |                               | 東風たまこ                         | 「Pussy Cat」                      | PCゲーム『PussyCat 牝猫たち』主題歌               |
| 2004年7月2日   | 虐襲 Original Maxi Single     | 東風たまこ                         | 「闇夢」                           | PCゲーム『虐襲』オープニングテーマ                |
| 2004年10月15日 | Xchange2R SPL DATA DISC       | 東風たまこ                         | 「奇跡の宝物」                     | PCゲーム『Xchange2R』オープニングテーマ           |
| 2005年12月14日 | 萌。ボーカルコレクションVOL.1 | 萌娘。（鳴海エリカはコーラス参加） | 「ちっちゃなおっぱい★夢いっぱい♪」 | PCゲーム『つるぺた★はにゃぁん』主題歌             |
| 2005年12月14日 | 萌。ボーカルコレクションVOL.1 | 萌娘。                             | 「追憶の波音」                     | PCゲーム『つるぺた★はにゃぁん』エンディングテーマ |

### ユニットメンバー
1. 1 2  金田まひる、児玉さとみ、東風たまこ